# Мостищенский лабиринт
Мостищенский лабиринт  сооружение из шести кольцевых каменных кладок расположен в Острогожском районе Воронежской области, на высоком мысу правого берега реки Потудань, южнее хутора Мостищи. Расположен на площади Мостищенского городища скифского времени (5 - 4 вв. до н.э.) изученного  раскопками  археологической экспедицией Воронежского государственного педагогического института в  1984 - 1987 гг. под руководством Синюка А.Т., в 1990 - 1995 гг. под руководством Березуцкого В.Д. Археоастрономические полевые исследования лабиринта были проведены в марте, июне, сентябре 1989 года Чекменёвым Ю.А.

## Описание лабиринта
Мостищенский лабиринт относится к группе концентрических круговых лабиринтов . Он расположен на достаточно ровной площадке, в средней части мыса, имеющей естественные уклоны к северо-западу  и к северо-востоку. 
Лабиринт  состоит из шести сильно поврежденных кольцевых каменных кладок,  диаметром 34 Х 24 метра, в плане представляющий эллипс, вытянутый по линии СВ – ЮЗ. Кладки сооружались в виде сплошных гряд из меловых валунов диаметром от 0,2 м до 1,0 м. В восточном, лучше сохранившемся участке внешней меловой кладки, выделяются несколько более крупных гранитных валунов, еще один – к северу от центра лабиринта. Гранит -  редкая в данной местности порода камня. Несколько меловых плит шириной около метра и длиной до двух метров расположены во внешнем кольце с западной стороны, а аналогичная им плита располагалась в центре внутреннего круга.
Лабиринт был сильно разрушен во время функционирования на этом месте городища скифского времени. Наиболее активное разрушение бытовыми комплексами относится ко второму периоду существования городища.  

## История
От острова Силли (Великобритания) на западе до Соловецкого архипелага (Россия) на востоке насчитывается не менее 120 каменных лабиринтов. В границах Севера Европейской части России они, главным образом, распространены в Мурманской  (около 10), Архангельской (около 29) областях, в Карелии (около 6), т.е. в всего  около 45 . Около 2600 г. до н.э. началось строительство хенджей класса II -  типологически близких североевропейским каменным лабиринтам. Но если в Западной Европе их строительство развивается в направлении мегалитических построек, то  в Северной Европе размеры камней менее внушительны, и они специально не обрабатывались. Североевропейские лабиринты состоят из кладок валунных камней, представляющих достаточно сложные круглые или овальные  фигуры, включающие такие  архитектурные элементы как вход и центральная площадка. В последние годы аналогичные сооружения открыты в Воронежской области у хут. Мостище Острогожского района,  в Белоруссии у с. Бикульничи Витебской области, что значительно расширило географию их распространения.
Внешняя форма лабиринта является одним из главных, но не единственных признаков формально-типологического ряда. Важным критерием в определении того или иного типа лабиринта служит принцип его конструирования, предваряющий окончательное оформление лабиринта в камне (или дерне). О основу классификации лабиринтов предложенной А.А. Куратовым положен спирально-прочерченный принцип конструирования. Выделяются четыре основные группы:  односпиральные правосторонние, односпиральные левосторонние, биспиральные и концентрические круговые. Есть и прямоугольные лабиринты,  на Большом Заяцком острове на севере России и на озере Янова в Белоруссии  которые им не включаются в классификацию. Мостищенский лабиринт относится к группе концентрических круговых лабиринтов

## Функциональное назначение лабиринта
Для определения  практического использования Мостищенского  лабиринта. как древней обсерватории были применены астроархеологические методики предложенные я Дж. Хокинсом для эллипсовидным хенджам. Предположительно  астрономические наблюдения велись из центра Мостищенского лабиринта от куда открывается своеобразная панорамма – от 3250 до 730  на долину рек Дона и Потудани, от 730 до 3250 на водораздельные плато. При этом  горизонт  возвышается на 7,80 и представляет достаточно ровную линию без каких либо значительных ландшафтных проявлений. Были вычислены азимутальные направления на точки восхода и захода Солнца в дни осеннего и весеннего равноденствий, а также зимнего и летнего солнцестояний, которые  были сравнены с азимутами гранитных и крупных меловых камней в кладках. Положительное склонение у Солнца бывает с 21 марта по 23 сентября, а отрицательное – с 23 сентября по 21 марта. В день весеннего равноденствия солнечное склонение начинает возрастать и достигает 22 июня (день летнего солнцестояния) своего максимума, а затем оно начинает уменьшаться и после осеннего равноденствия приобретает отрицательное значение. В день зимнего солнцестояния (22 декабря) оно достигает минимума.
Сравнивая полученные данные с азимутами гранитных и крупных меловых камней можно сделать определенные выводы.
Один из гранитных камней при наблюдении из центра лабиринта имеет азимут 00 то есть указывает направление на север. Два гранитных камня достаточно точно указывают направление на точки восходов Солнца в дни зимнего и летнего солнцестояния.  Рядом лежащие гранитные валуны указывающие направление на точку восхода  осеннего и весеннего равноденствия . Визуальные наблюдения и инструментальная фиксация точек восходов и заходов Солнца проведенные автором в марте и сентябре 1989 года на изучаемом памятнике, подтвердили реперное назначение камней.
Крупные меловые  блоки в кладке могут лишь условно считаться реперными камнями, так как от времени они разрушаются, и мы не можем даже предположить их первоначальное количество. Из шесть камней, только два совпадают с азимутальным направлением на точки захода Солнца в дни осеннего и весеннего равноденствия  и летнего солнцестояния . Азимутальное направление на точку зимнего солнцестояния проходит через сильно разрушенный участок лабиринта.
Можно предположить, что Мостищенский лабиринт  практически использовался древнем населением в качестве астрономической наблюдательной площадки для определения календарных дат и возможно  сроков солнечных и лунных затмений. 

## Критика
"...сильная разрушенность памятника, возможность происхождения гранитных камней со скифского времени, случайность их расположения там, где они найдены в наше время, сводит пока эти попытки к нулю. К тому же на памятнике есть другие гранитные камни, в иных местах, которые в расчетах не участвуют.  
Уникальность Мостищенского лабиринта привела к осторожному отношению к нему." 
Березуцкий В.Д., Золотарев П.М. Археологические древности земли воронежской. - М.; Братишка, 2007. - С. 137